# Hansenia himalayensis
Hansenia himalayensis är en växtart i släktet Hansenia och familjen flockblommiga växter.
Arten är en perenn ört som förekommer i sydöstra Qinghai, Tibet och östra Himalaya. Den beskrevs som Haplosphaera himalayensis av Frank Ludlow 1976, och fick sitt nu gällande namn av J.B.Tan & X.G.Ma 2020.